# Glentromie
Glentromie ist ein Ort in der Wheatbelt Region im australischen Bundesstaat Western Australia. Er hat 55 Einwohner (2016).

## Geografie
Glentromie liegt im Victoria Plains Shire und grenzt im Osten an Yenecoin und im Süden an New Norcia. Bei Glentromie verläuft die Coppershaft Creek.